# 行田市駅

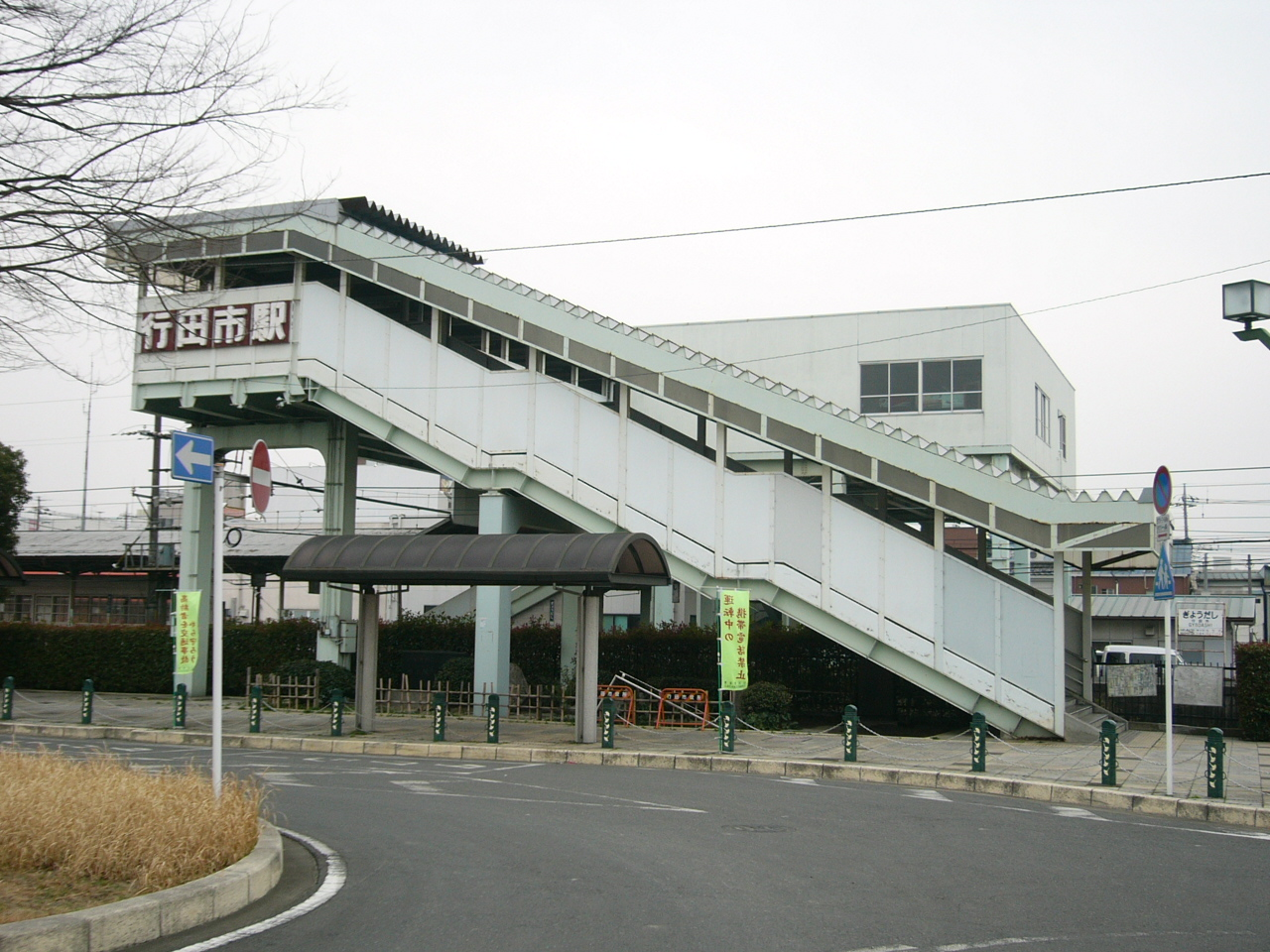
北口（2006年3月）

南口ロータリーにはからくり時計が設置されている

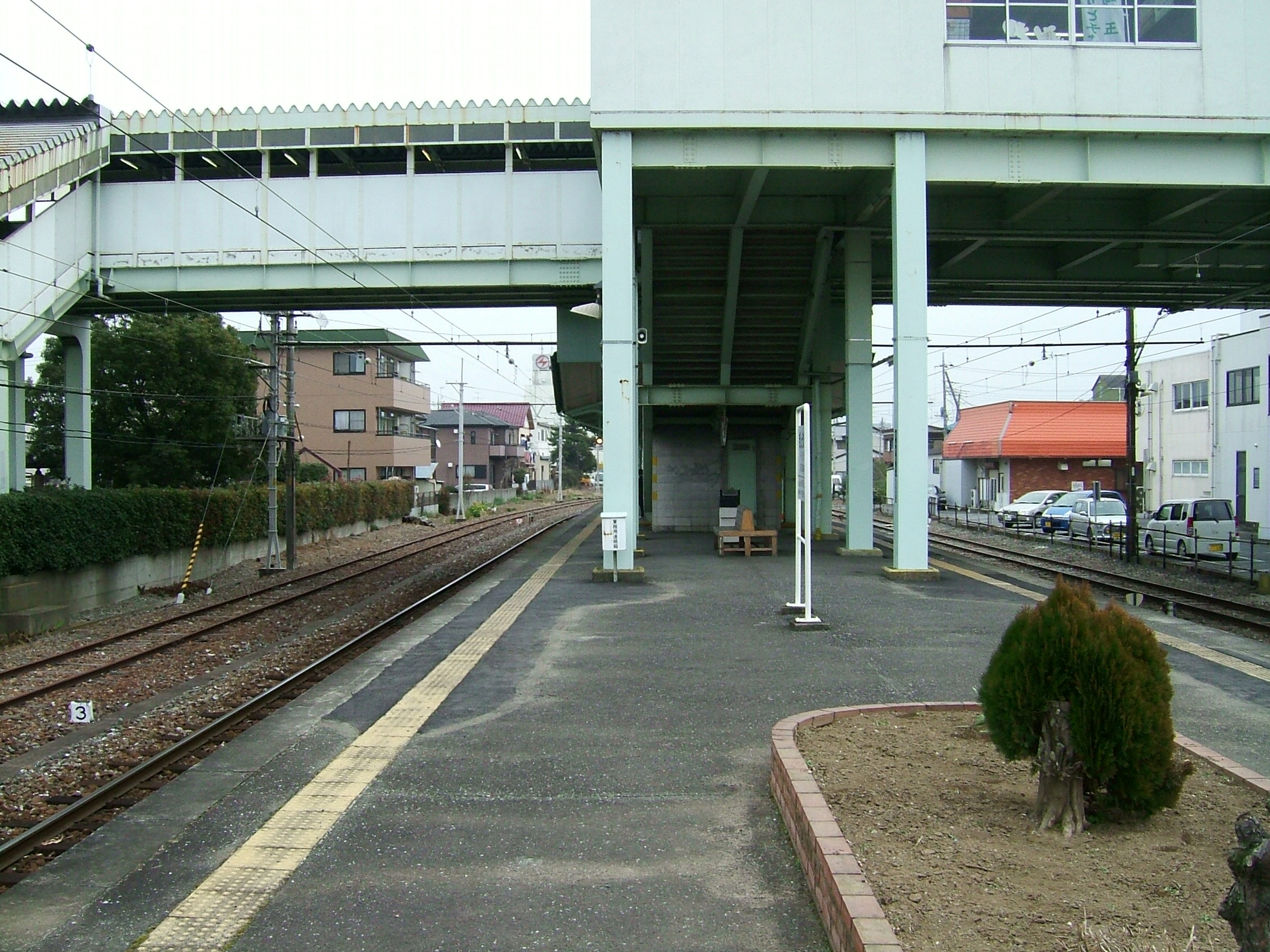
ホーム（2008年1月）

行田市駅（ぎょうだしえき）は、埼玉県行田市中央にある秩父鉄道秩父本線の駅である。駅番号はCR06。

## 歴史
- 1921年（大正10年）4月1日：北武鉄道の羽生 - 当駅間開業と同時に、行田駅として開業[3]。
- 1922年（大正11年）8月
  - 当駅 - 熊谷間が開業[3]。
  - 秩父鉄道との合併で秩父鉄道の駅となる。
- 1966年（昭和41年）6月1日：国鉄高崎線の行田駅開業に伴い、行田市駅と改称[4]。
- 1980年（昭和55年）：跨線橋が完成し、橋上駅となる[5]。駅北口の使用開始。一部の留置線を廃止し、駐車場等に転用。[要出典]
- 2022年（令和4年）3月12日：ICカード「PASMO」の利用が可能となる[6]。同時に無人化[6]。

## 駅構造
- 島式ホーム1面2線の地上駅であり、橋上駅舎がある[2]。簡易PASMO改札機・PASMOチャージ機[7]設置駅。
- 無人駅である。無人化までは業務委託駅（管理駅:熊谷駅。かつては直営駅だったが委託化された）であり、駅係員勤務時間は平日6:40 - 20:00、土休日7:30 - 20:00となっていた。
- 待合室はホーム上と改札横にあるが、エアコン等の空調設備はない。駅構内に旅客用のトイレは存在しない（南口階段横に公衆トイレがある）。
- 2017年10月より運行情報案内モニタが改札上部に設置されている。
- 北口・南口と改札階、および改札階とホームを行き来するには階段のみであり、エレベーターやエスカレーターの設備はない。
- 売店は存在しないが、飲料の自動販売機が改札内外にある。
- 秩父鉄道の他駅（主要駅を除く）と同様に、列車接近・到着・発車時にメロディやアナウンス等は流れない。但し、急行到着前や遅延したときなどに遠隔での肉声放送での案内が行われることがある。（スピーカーはホームの階段手前上部に設置されている）
- 急行「秩父路」の停車駅であったが、2021年3月13日ダイヤ改正以降、当駅を含む羽生 - 熊谷間の運行がなくなっていた。2023年3月18日ダイヤ改正から上記区間における秩父路の運行および当駅への停車が復活した[8]。

### のりば
| 番線 | 路線    | 方向 | 行先                               |
| ---- | ------- | ---- | ---------------------------------- |
| 1    | ■秩父線 | 下り | 熊谷・寄居・長瀞・秩父・三峰口方面 |
| 2    | ■秩父線 | 上り | 羽生方面                           |

- かつては側線が多数存在した。施設縮小後も上下線の脇に各1線ずつが残っていたが、現在は大部分のレールが外されている。

## 利用状況
太平洋戦争後から1960年代後半にかけて、行田市の地場産業の好況に比例する形で、秩父鉄道の各駅の中でも熊谷に次ぐ利用者数であったが、それ以降の利用者数は減少している。最も乗車数が多かった1965年（昭和40年）の3,620名（1日平均）と比べると2010年代には4分の1程度まで減少している。それでも2020年度の利用者数は、秩父線37駅中6位となっている。自治体名を冠する駅であり、周辺は古くからの市街地であるが、利用者数はそれほど多くはない。
年度ごとの1日平均乗車人員は以下の通り。
| 年度               | 乗車人員 （1日平均） |
| ------------------ | -------------------- |
| 1999年（平成11年） | 990                  |
| 2000年（平成12年） | 956                  |
| 2001年（平成13年） | 971                  |
| 2002年（平成14年） | 985                  |
| 2003年（平成15年） | 973                  |
| 2004年（平成16年） | 911                  |
| 2005年（平成17年） | 926                  |
| 2006年（平成18年） | 901                  |
| 2007年（平成19年） | 904                  |
| 2008年（平成20年） | 957                  |
| 2009年（平成21年） | 910                  |
| 2010年（平成22年） | 893                  |
| 2011年（平成23年） | 886                  |
| 2012年（平成24年） | 909                  |
| 2013年（平成25年） | 898                  |
| 2014年（平成26年） | 899                  |
| 2015年（平成27年） | 872                  |
| 2016年（平成28年） | 862                  |
| 2017年（平成29年） | 865                  |
| 2018年（平成30年） | 840                  |
| 2019年（令和元年） | 831                  |
| 2020年（令和2年）  | 565                  |
| 2021年（令和3年）  | 609                  |

## 駅周辺
行田市の市街地に位置し、市役所の最寄り駅であるが、市の中心部からはやや離れている。行田市壱里山町にある当駅の旧称を名乗っている高崎線行田駅とは約5 km離れており、徒歩圏内ではない。

### 南口
市の中心部方面であり、足袋産業の最盛期以来の市街地が広がっている。ロータリー内にはタクシープールと市が管理する無料駐車場が存在する。
300mほど南に進むとアーケード街（新町通り商店街）がある。
- 行田警察署行田市駅前交番
- 行田市役所
- 行田郵便局
- 行田市産業文化会館
- 忍城址
- 行田市郷土博物館
- 水城公園
- 行田八幡神社
- 武蔵野銀行行田支店（国登録有形文化財[12]）
- 埼玉りそな銀行行田支店
- 足利銀行行田支店
- クリダイビル（テナントビル）
- 埼玉県名発祥の地 行田の碑
- 十万石ふくさや行田本店（国登録有形文化財[12]）
- 昭和タクシー株式会社
- 市道（通称）中央通り
- 埼玉県道198号行田市停車場線
- 埼玉県道199号行田市停車場酒巻線
- 埼玉県道128号熊谷羽生線 浮き城通り（元国道125号）
- 埼玉県道77号行田蓮田線

### 北口
市街地に面する南口とは対照的に、忍川に面した北口前は開けている。ロータリーにはタクシーのりばとタクシープール、そしてバスのりばも設けられているが、タクシーは基本的に常駐がなく、定期運行しているバス路線も2024年1月現在ない。
- 行田税務署
- 行田谷郷郵便局
- 行田市総合公園、行田グリーンアリーナ
- 忍川
- 埼玉県道199号行田市停車場酒巻線

### バス
停留所名が一致していないが、基本的に南口ロータリー内を発着する。
- 行田市駅停留所：朝日バス（加須営業所）
  - FK23 吹上駅行き
当駅発着は1日数本で非常に少ないが、南方徒歩5分程度の行田本町停留所／新町一丁目停留所は、市街地東側-吹上駅の系統が多数発着する。
- 行田市駅南口停留所：秩父鉄道観光バス（JRバス関東アライアンス）
  - 高速バス・ゆめぐり埼玉号 伊香保温泉・草津温泉行き（1日1往復）
- （スクールバス）
  - 東京農業大学第三高等学校[13]（朝日バスと同じ場所を発着）
  - 東京成徳大学深谷高等学校[14]

### ロケ撮影
- ふるカフェ系 ハルさんの休日（NHK Eテレ）
- 陸王（TBSテレビ）

## 隣の駅
秩父鉄道
■秩父本線
■急行「秩父路」（土休日のみ運転）
羽生駅 (CR01) - 行田市駅 (CR06) - 熊谷駅 (CR09)
□各駅停車
東行田駅 (CR05) - 行田市駅 (CR06) - 持田駅 (CR07)